# Shocking Truth
Shocking Truth és un pel·lícula documental sueca d'Alexa Wolf estrenada el 2001, presentada al parlament suec com a part d'una reflexió sobre la llibertat d'expressió i la pornografia.
Reuneix les confidències d'actrius, policies i productors i presenta una crítica aguda a la indústria pornogràfica —essencialment l'anomenada indústria del "hardcore"— denunciant la violència i el trauma que pateixen les actrius.
En particular, presenta violència comuna contra les actrius (violacions, tortures, amenaces, lesions). Assenyala que aquestes dones provenen principalment d'entorns desfavorits que van ser víctimes de trauma sexual (violació, incest) durant la seva infància. Wolf també va entrevistar a un dels productors de porno més grans de Suècia, Sven Erik Olsen, en aquest documental.
No obstant això, el documental de Wolf hauria despertat "una viva polèmica entre les feministes sueques [perquè segons elles], és simplement una pel·lícula de propaganda destinada a impressionar els parlamentaris suecs".

## Versió accessible
L'equip de filmació ha llançat una versió en anglès parcialment subtitulada de la pel·lícula. Aquesta versió ha estat exporgada per Youtube per escenes impactants contràries a la seva política de difusió.